# أميمة بنت رقيقة
أميمة بنت رقيقة التيمية نسبت إلى أمها رقيقة بنت خويلد بن أسد، أخت خديجة بنت خويلد زوجة الرسول محمد. وهي أميمة بنت عبد بن بجاد بن عمير بن الحارث بن حارثة بن سعد بن تيم بن مرة.

## سيرتها
قال ابن منده وأبونعيم: أميمة بنت رقيقة التميمية، بزيادة ميم. ثم قـال: أخت خديجة لأمها. وزاد أبو نعيم: وهي خالة فاطمة الزهراء وقال ابن الأثير: قولهما ليس بشيء، فإنها تيمية من بني تيم بن مرة، وهي ابنة أخت خديجة، وليست أختا لها.
وهي صحابية مهاجرة، أسلمت وبايعت الرسول محمد. وروت عنه، وروى عنها محمد بن المنكدر، وابنتها حكيمة. وقال ابن سعد: لم يرو عنها إلا محمد بن المنكدر، ولم يورد بنتا لها اسمها حكيمة، فقال: اغتربت أميمة بنت رقيقة وتزوجها حبيب بن كعيب بن عتير الثقفي، وولدت له النهدية وأم عبيس وزنيرة.
وقال ابن عساكر: شهدت مؤته، وقدمت على معاوية.